# Fosse no 1 des mines de Ferfay
La fosse no 1 dite Montebello de la Compagnie des mines de Ferfay, puis de Marles, est un ancien charbonnage du Bassin minier du Nord-Pas-de-Calais, situé à Auchel. Les travaux commencent en 1853, et la fosse est productive deux ans plus tard. L'attribution des concessions de Marles et de Ferfay, le 29 décembre 1855, laisse la fosse à cette dernière, mais son champ d'exploitation est limité à l'est et au nord. Les grands bureaux sont construits près de l'entrée de la fosse. Des corons sont construits entre la fosse no 1 et la fosse no 2 - 2 bis. Un terril no 16, 1 de Ferfay, est établi à l'ouest de la fosse, à Ferfay. La fosse cesse d'extraire en 1894 ou 1895, et est alors utilisée pour l'aérage des travaux de l'est de la concession. La Compagnie des mines de Ferfay est rachetée par celle de Marles en 1925. La fosse no 1 est alors renommée fosse no 4 ter des mines de Marles, et assure l'aérage de la fosse no 4 - 4 bis.
La Compagnie des mines de Marles est nationalisée en 1946, et intègre le Groupe d'Auchel. La fosse no 4 - 4 bis ferme en 1950, ce qui cause également l'arrêt de l'aérage par la fosse no 4 ter. Le puits de cette dernière est comblé en 1951.
La plupart des corons sont détruits. Au début du XXIe siècle, Charbonnages de France matérialise la tête du puits no 4 ter, et y installe un exutoire de grisou.  Deux corons, ainsi que quelques habitations, ont été rénovés. Le terril, entièrement boisé, est un espace vert. Il subsiste des ateliers et le bâtiment du puits, ainsi que les grands bureaux de la compagnie.

## La fosse

### Fonçage
La Société d'exploitation de Ferfay et de Ames, également nommée Compagnie des mines de Ferfay, débute immédiatement, en 1853, par l'ouverture d'une fosse no 1 ou Montebello sur le territoire d'Auchel. Elle porte le nom d'Alfred Lannes de Montebello. La fosse no 1 est située à 90 mètres au couchant de la route nationale no 16, de Lillers à Saint-Pol-sur-Ternoise, et à 300 mètres au sud-ouest de l'intersection de cette route avec le chemin d'Aire-sur-la-Lys.
Le puits est situé à l'altitude de 95,25 mètres,. Le niveau est passé sans difficultés. La venue d'eau maximale a atteint trente mètres cubes au maximum par 24 heures, et il n'y a pas eu besoin pour le fonçage de recourir à une pompe d'épuisement. Le cuvelage en chêne s'étend de trente à 96 mètres de profondeur. Le diamètre utile du puits est de quatre mètres. Le terrain houiller est atteint à la profondeur de 144,50 ou 145 mètres,.

### Exploitation

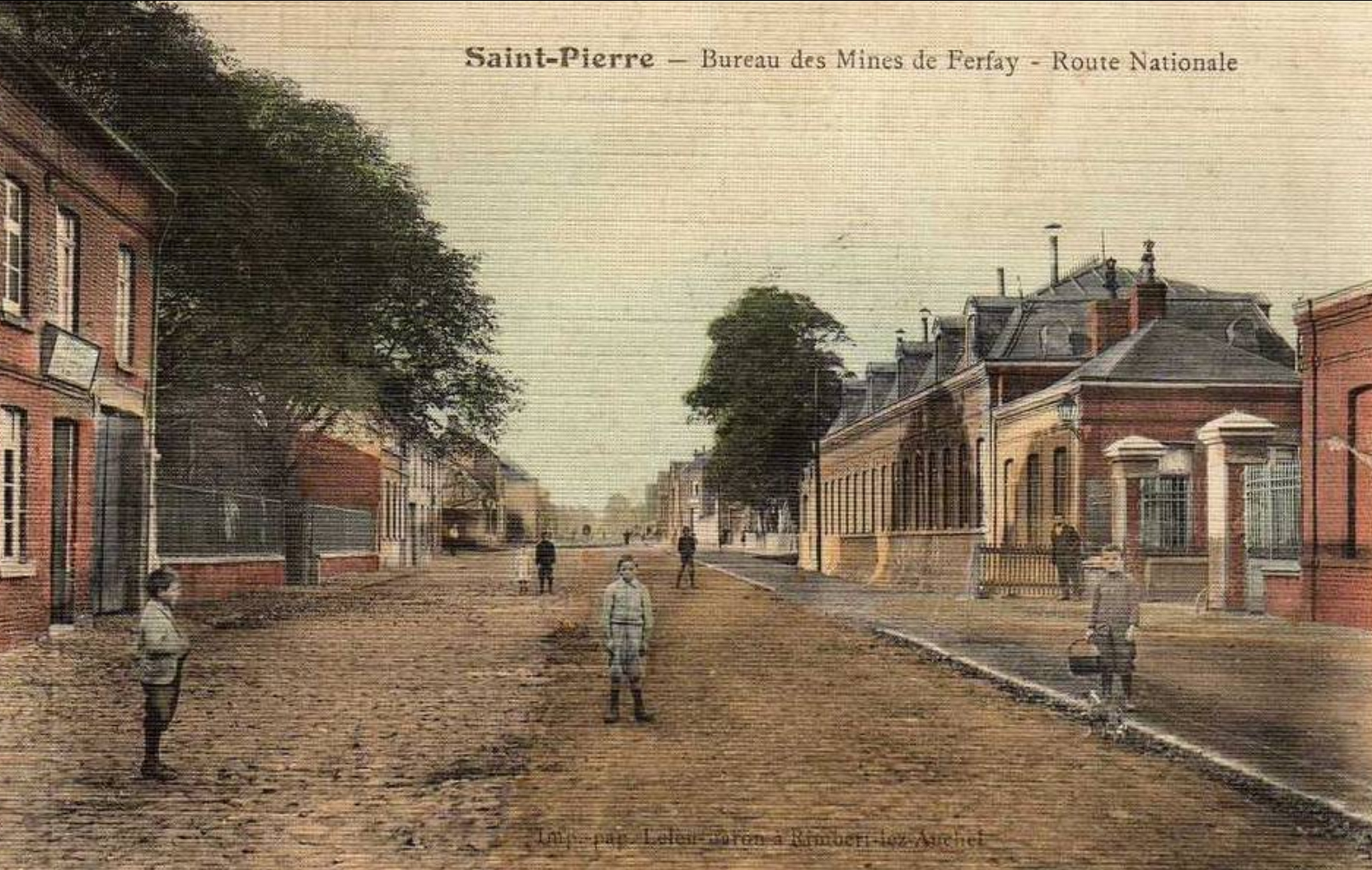
Les grands bureaux, à l'entrée de la fosse.

La fosse no 1 entre en exploitation dans le courant de l'année 1855, et fournit, cette année, 37 300 hectolitres. Mais les limites communes données par le décret du 29 décembre 1855 aux concessions de Ferfay et de Marles, quoique fixées en vue de conserver cette fosse à la Compagnie de Ferfay, ne lui laissent qu'un champ d'exploitation très limité à l'est et au nord. Le grisou, tout à fait inconnu dans ls étages supérieurs, a fait son apparition dès la profondeur de 363 mètres. Les grands bureaux sont construits à côté de la fosse.
Elle est ensuite approfondie à 467 mètres,. Dans les années 1890, les accrochages sont établis à 172, 192, 216, 255, 283, 305, 363, 405 et 447 mètres de profondeur,. La fosse no 1 cesse d'extraire en 1894 ou 1895, elle est ensuite utilisée pour assurer le retour d'air et l'aérage des travaux du levant de la concession.
La Compagnie des mines de Ferfay est rachetée par celle de Marles en 1925. La fosse no 1 est renommée fosse no 4 ter des mines de Marles. Elle assure alors l'aérage pour la fosse no 4 - 4 bis, sise dans la même commune, à 546 mètres à l'est-nord-est.
La Compagnie des mines de Marles est nationalisée en 1946, et intègre le Groupe d'Auchel. La fermeture de la fosse no 4 - 4 bis en 1950 cause la fermeture de son puits d'aérage no 4 ter. Ce dernier, profond de 572 mètres, est remblayé en 1951.

### Reconversion
Au début du XXIe siècle, Charbonnages de France matérialise la tête de puits no 1, et installe un exutoire de grisou. Le BRGM y effectue des inspections chaque année. De la fosse, il subsiste le bâtiment du puits, ainsi que les ateliers. Il reste également les grands bureaux de la Compagnie de Ferfay, construits près de la fosse.

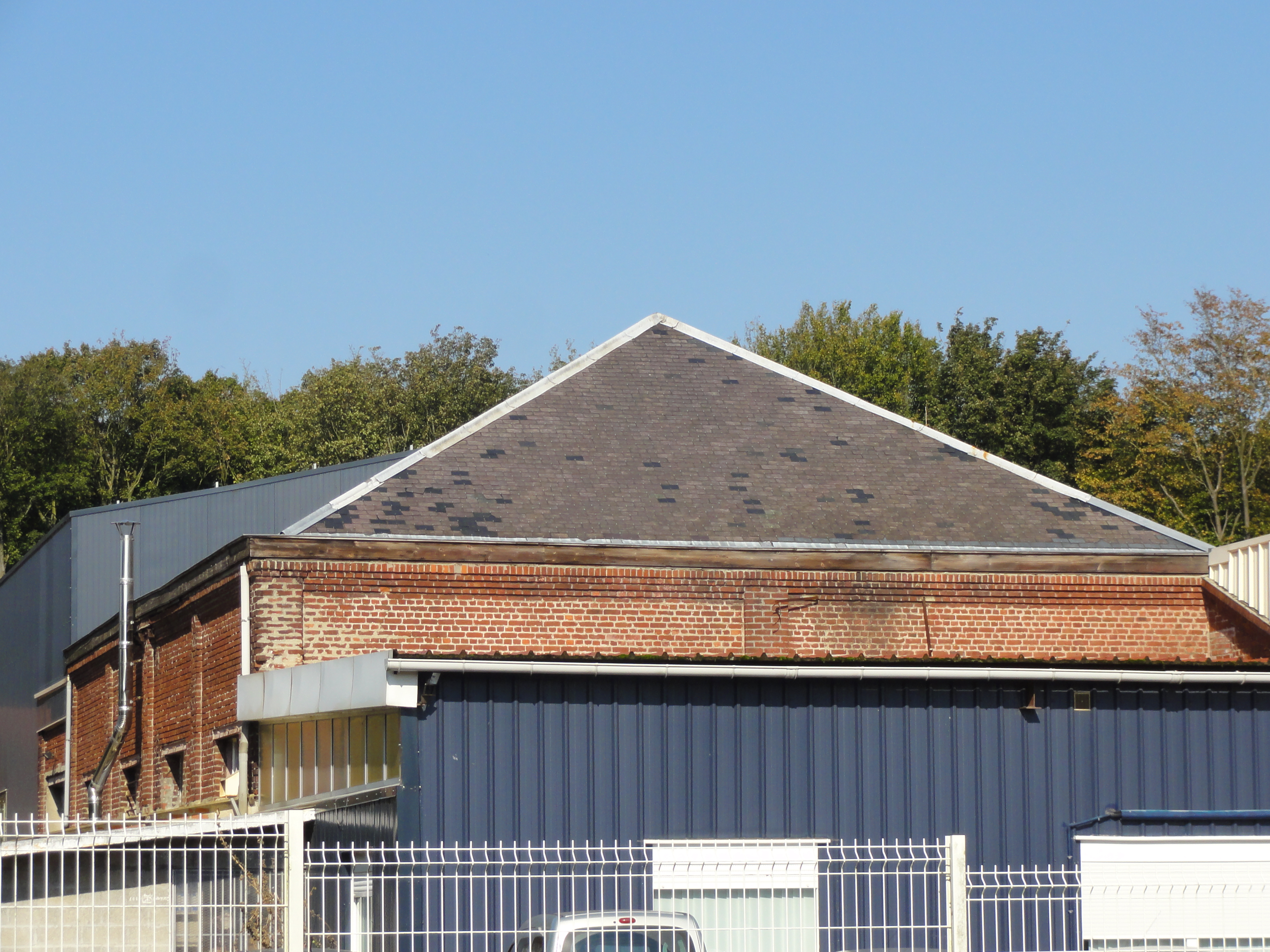
Les bâtiments du puits.
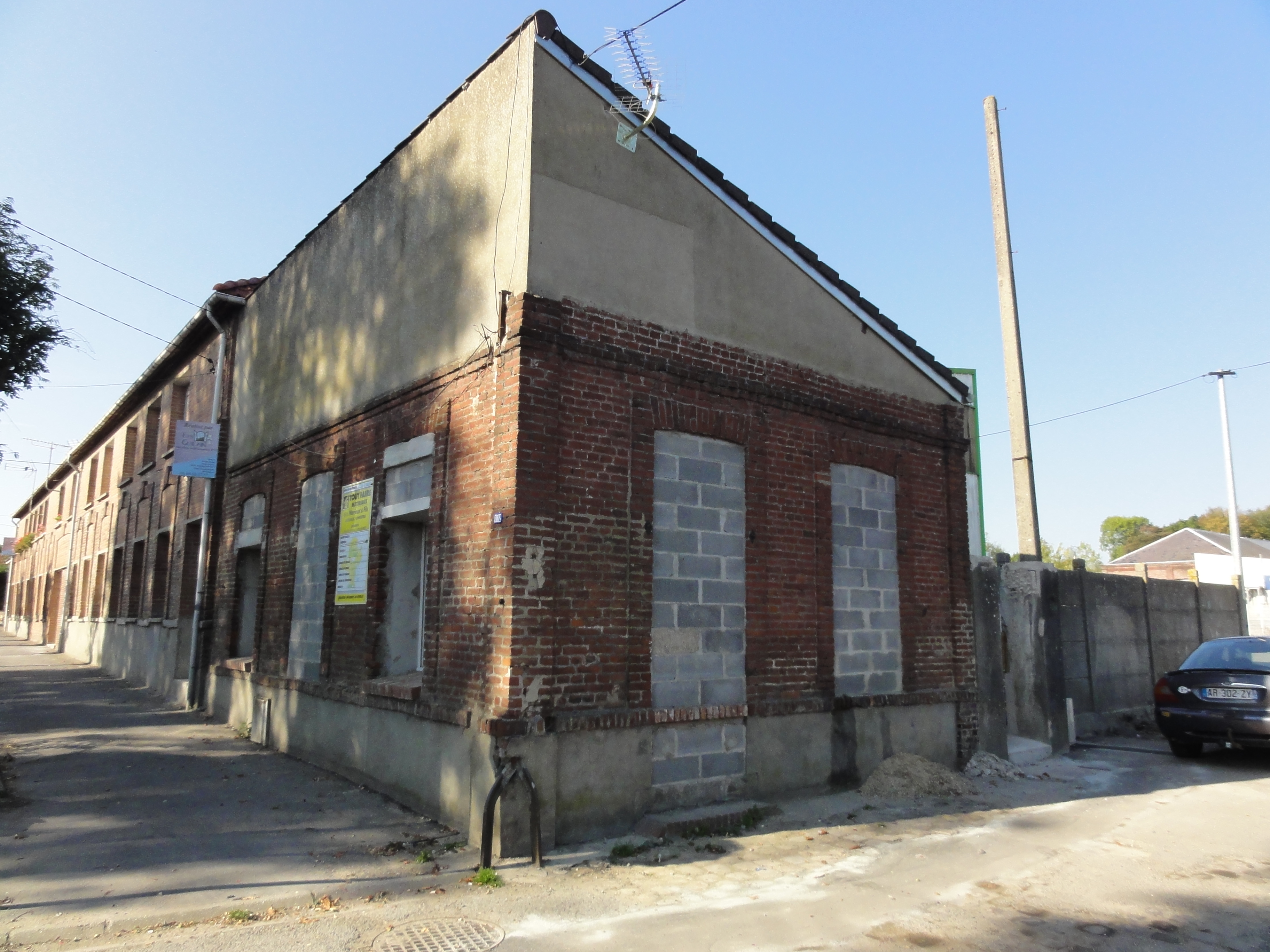
Les grands bureaux.
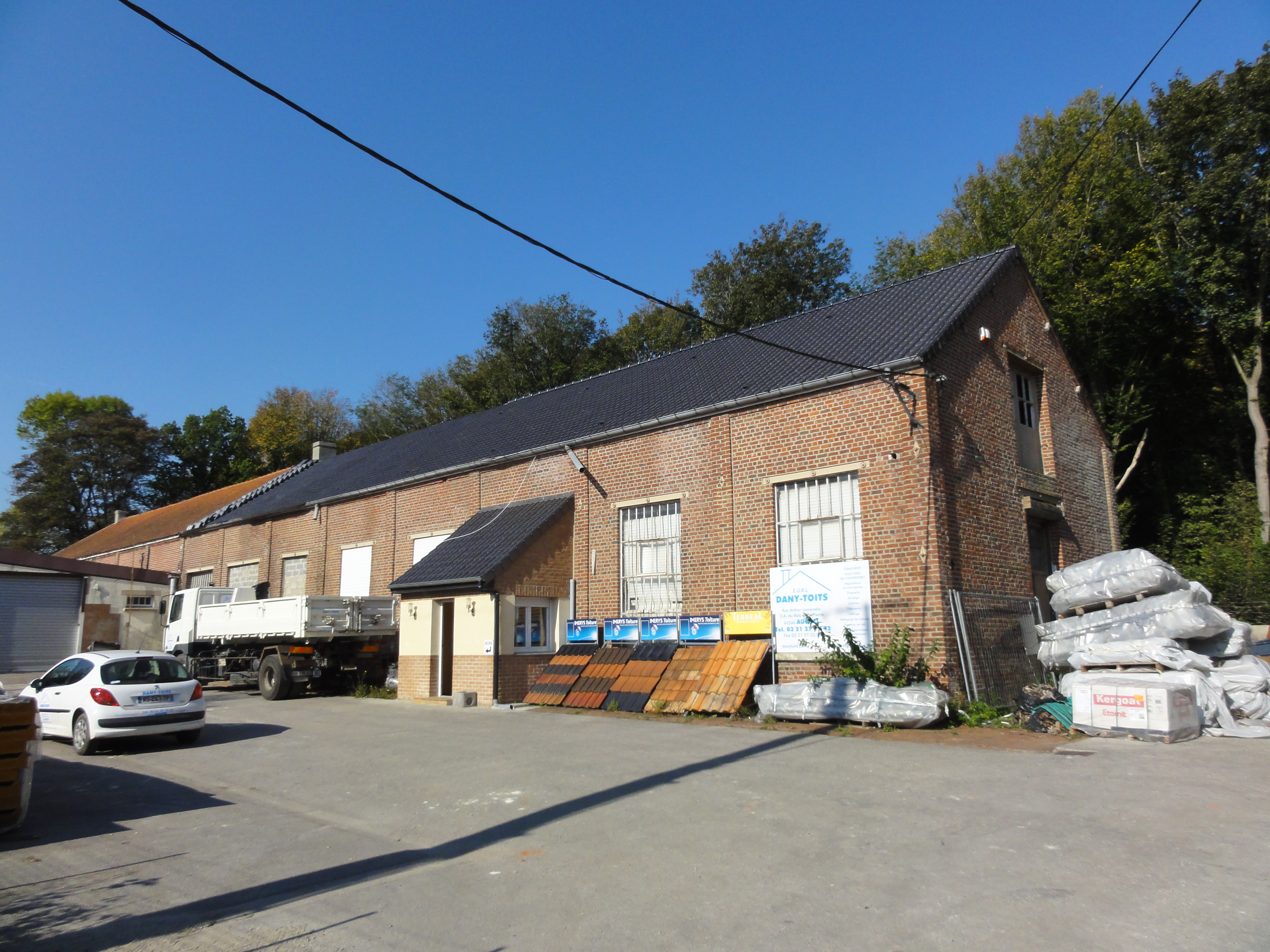
Les ateliers.
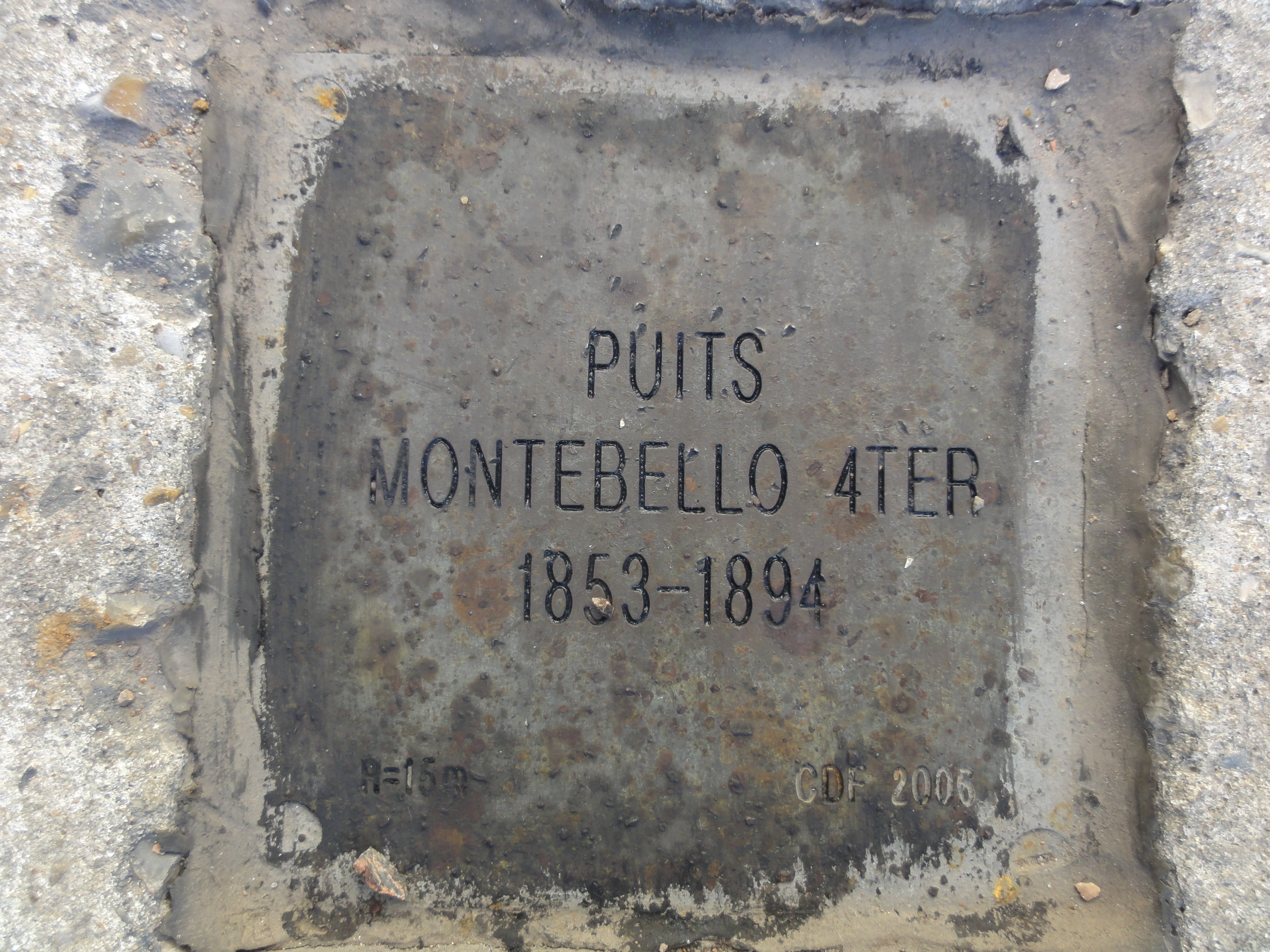
Puits Montebello no 4 ter, 1853 - 1894.
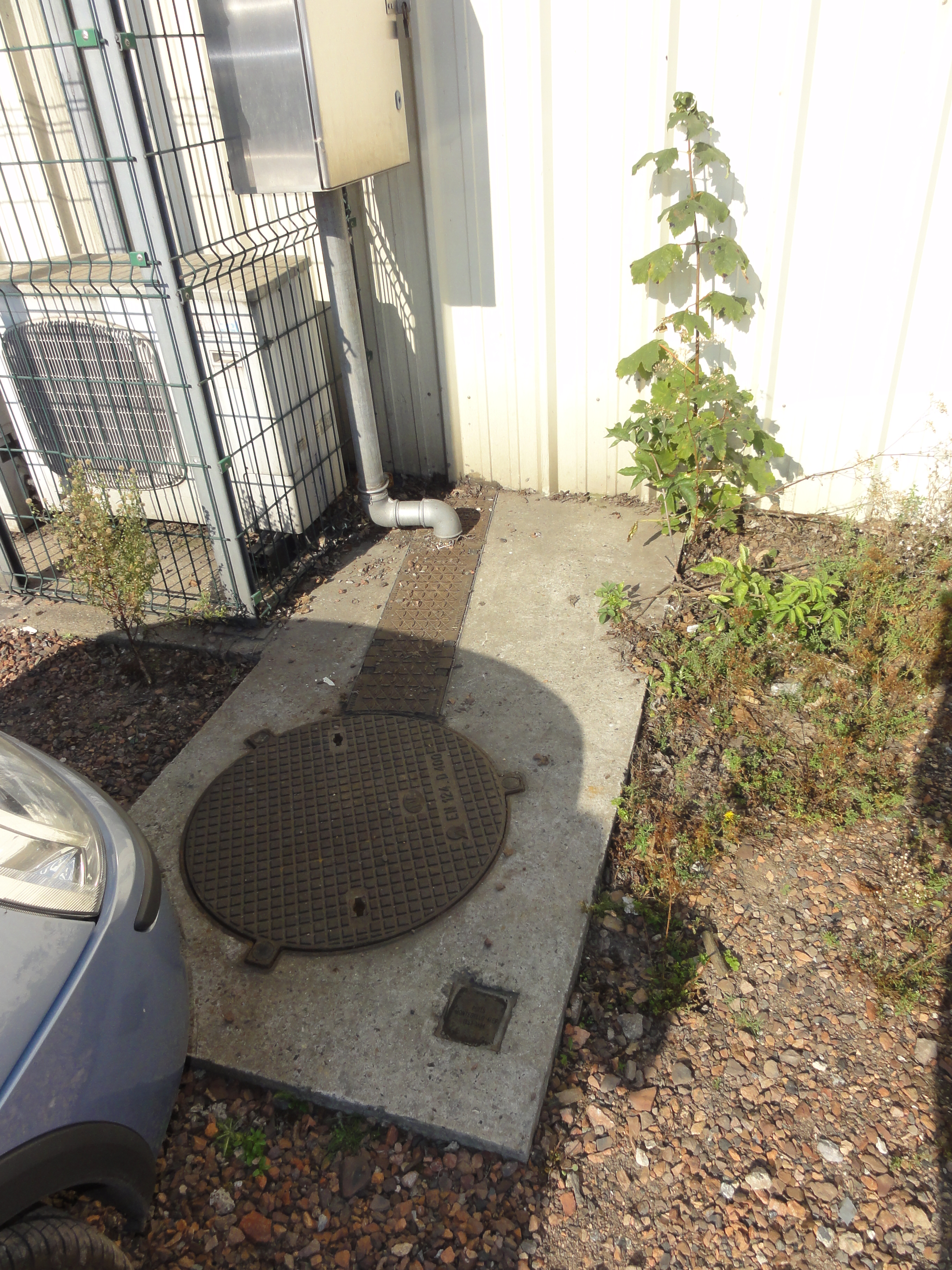
La tête de puits matérialisée et l'exutoire de grisou.
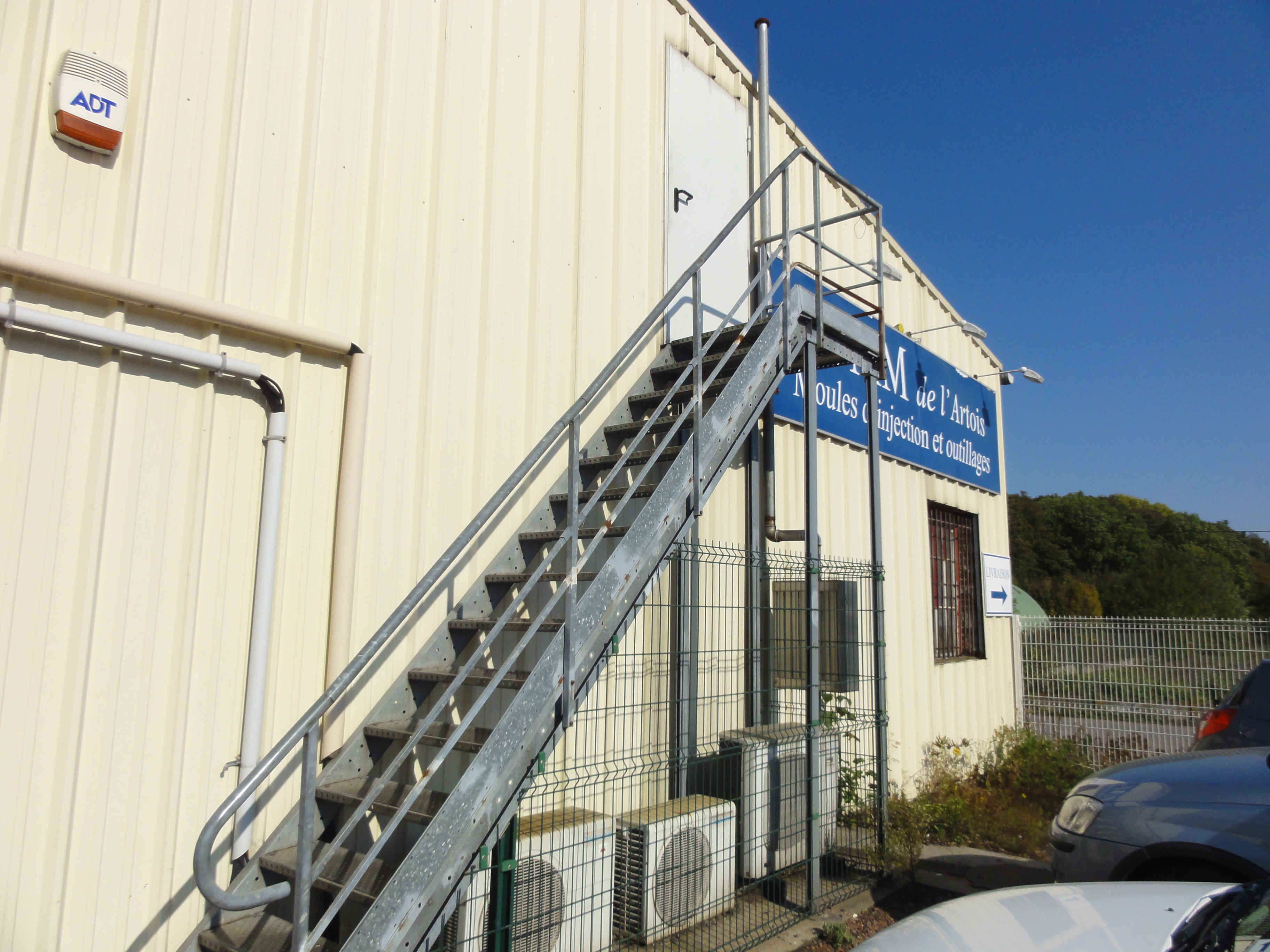
Le puits et son exutoire de grisou dans leur environnement.

## Le terril

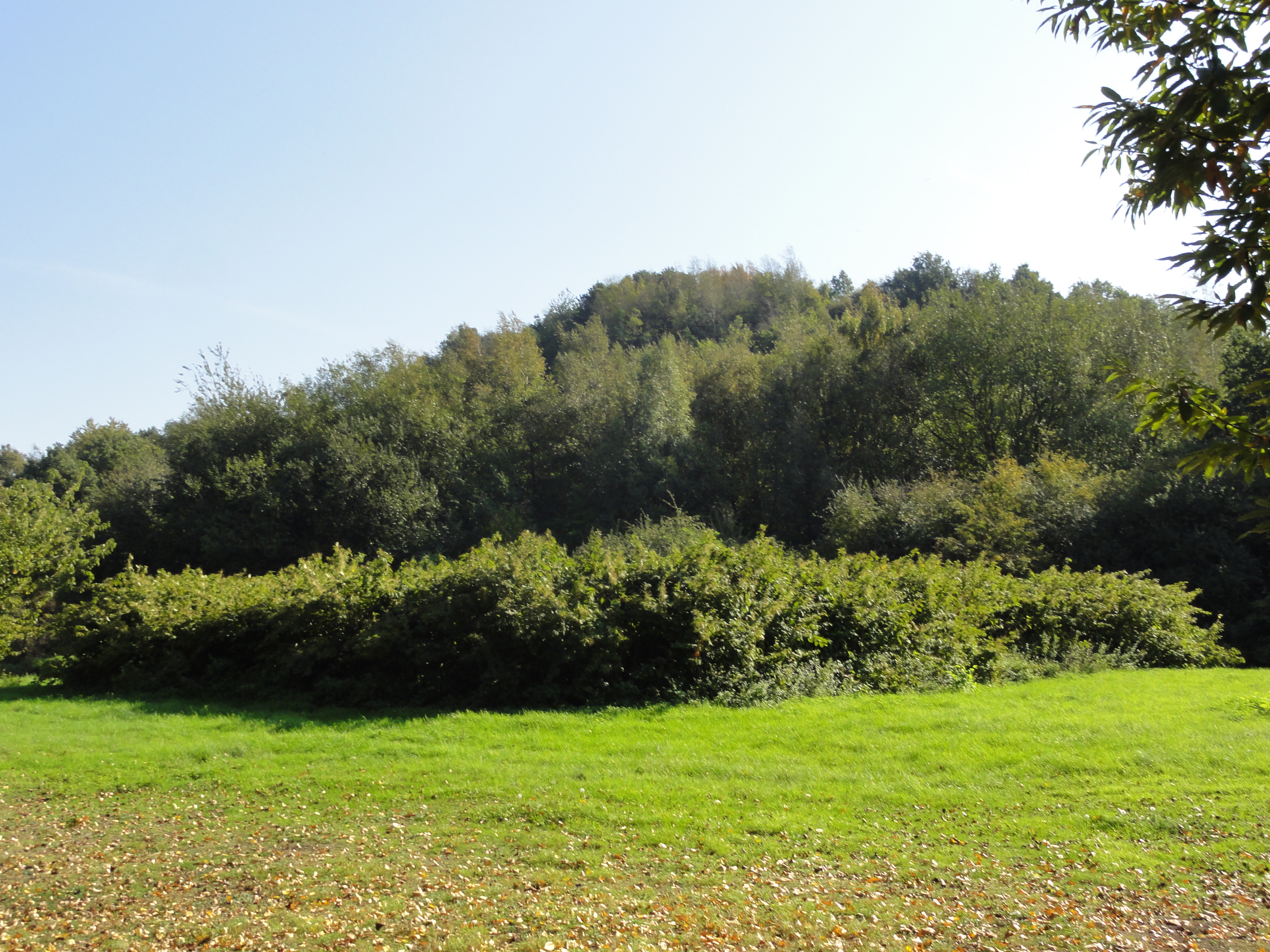
Le terril 1 de Ferfay.

50° 31′ 20″ N, 2° 26′ 31″ E
Le terril no 16, 1 de Ferfay, situé à Ferfay, est le terril de la fosse no 1 des mines de Ferfay,.

## La cité
Une cité a été bâtie près de la fosse no 1, entre celle-ci et la fosse no 2 - 2 bis. Elle était pour l'essentiel constituée de corons, la plupart a été détruit, il n'en reste que deux.

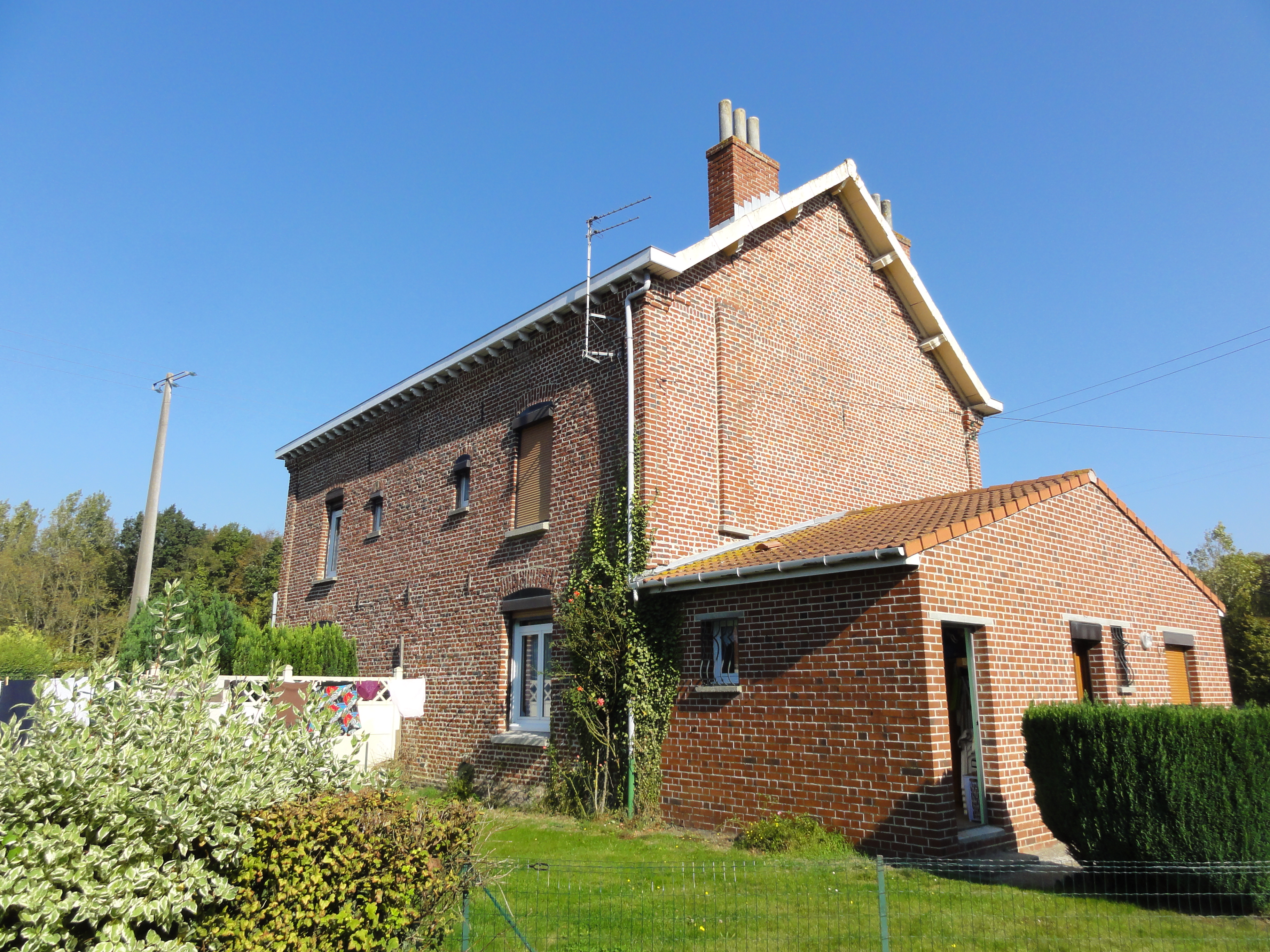
Des habitations groupées par deux.
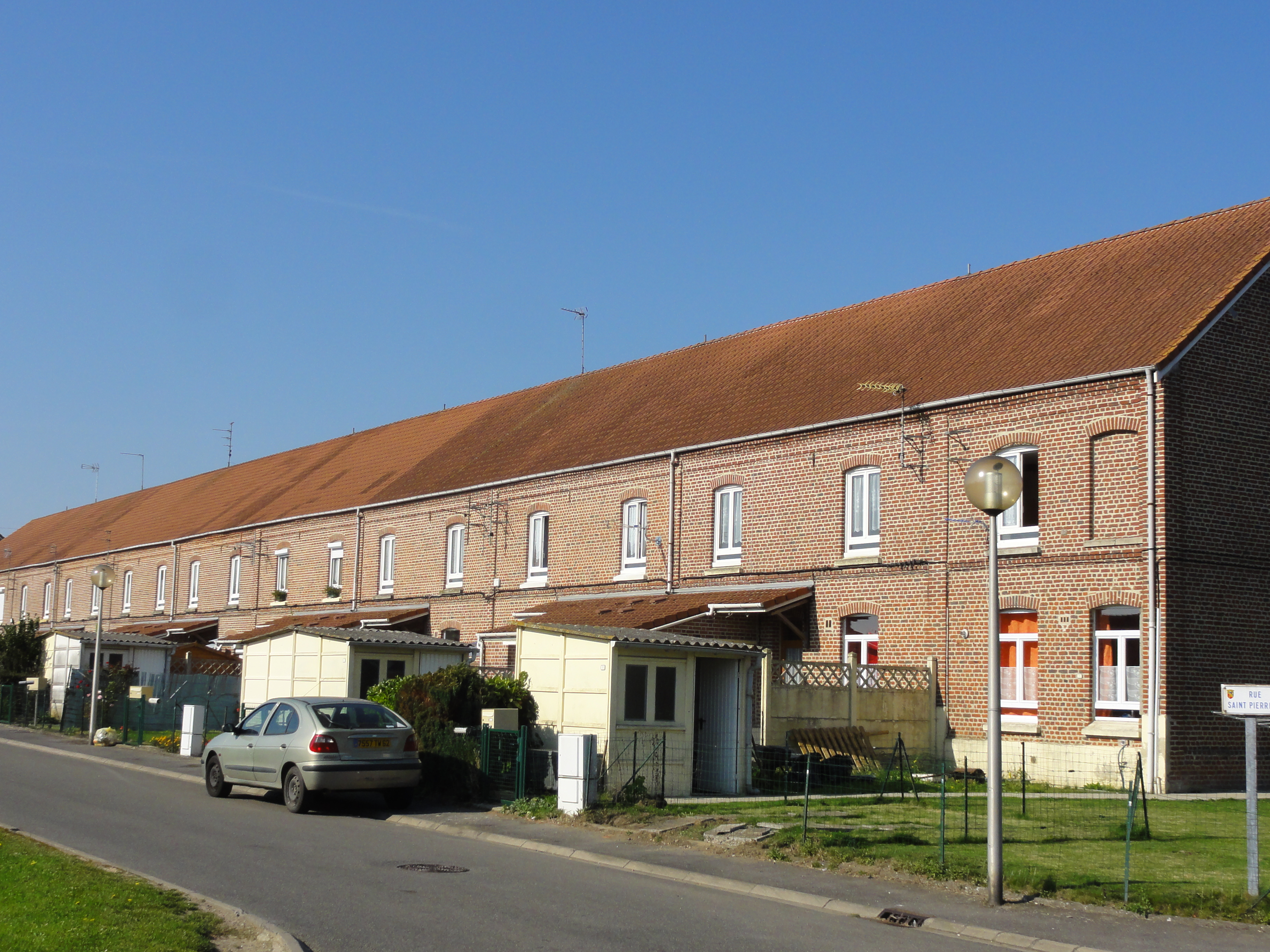
Un coron.
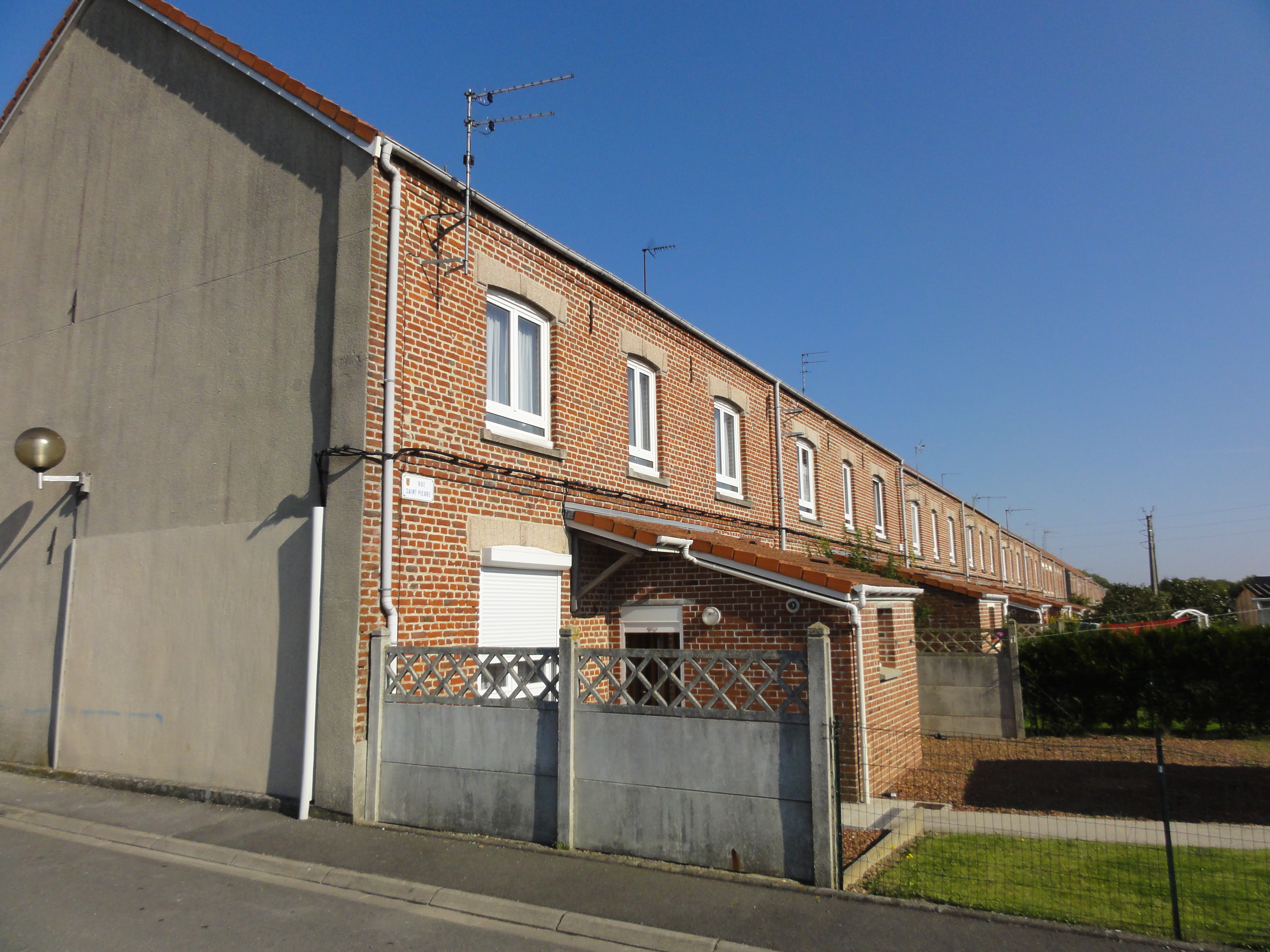
Un coron.
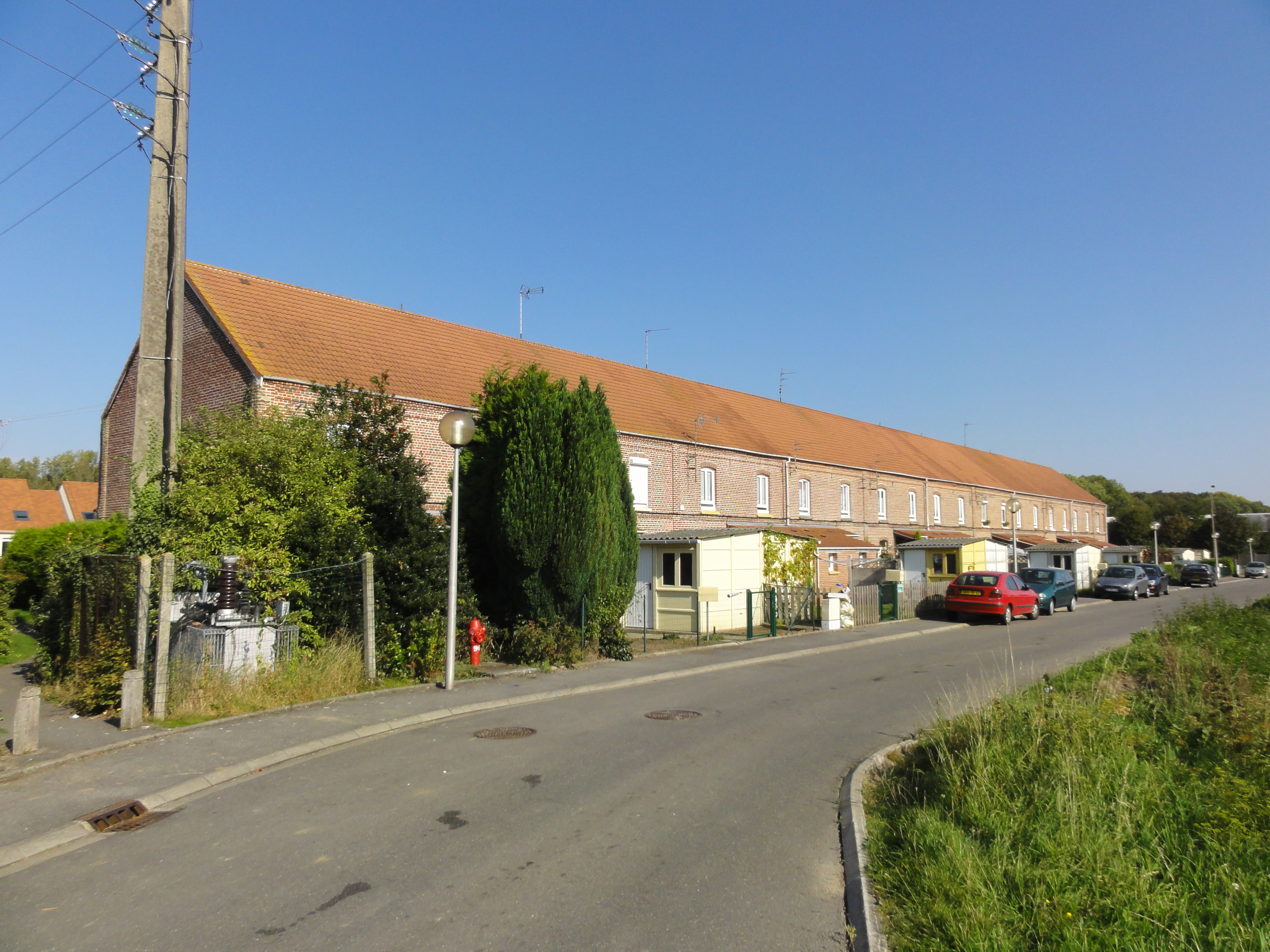
Un coron.
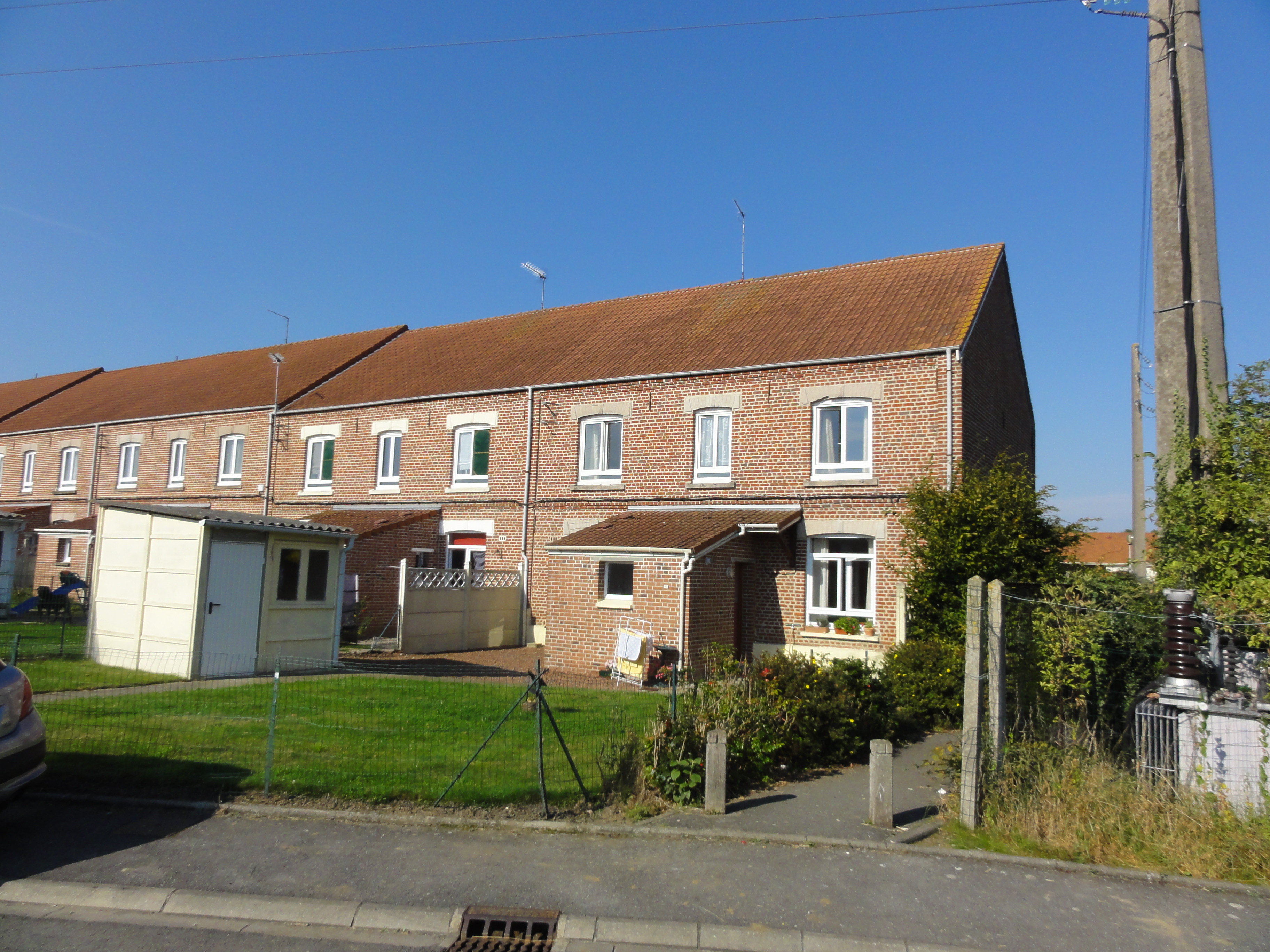
Un coron.
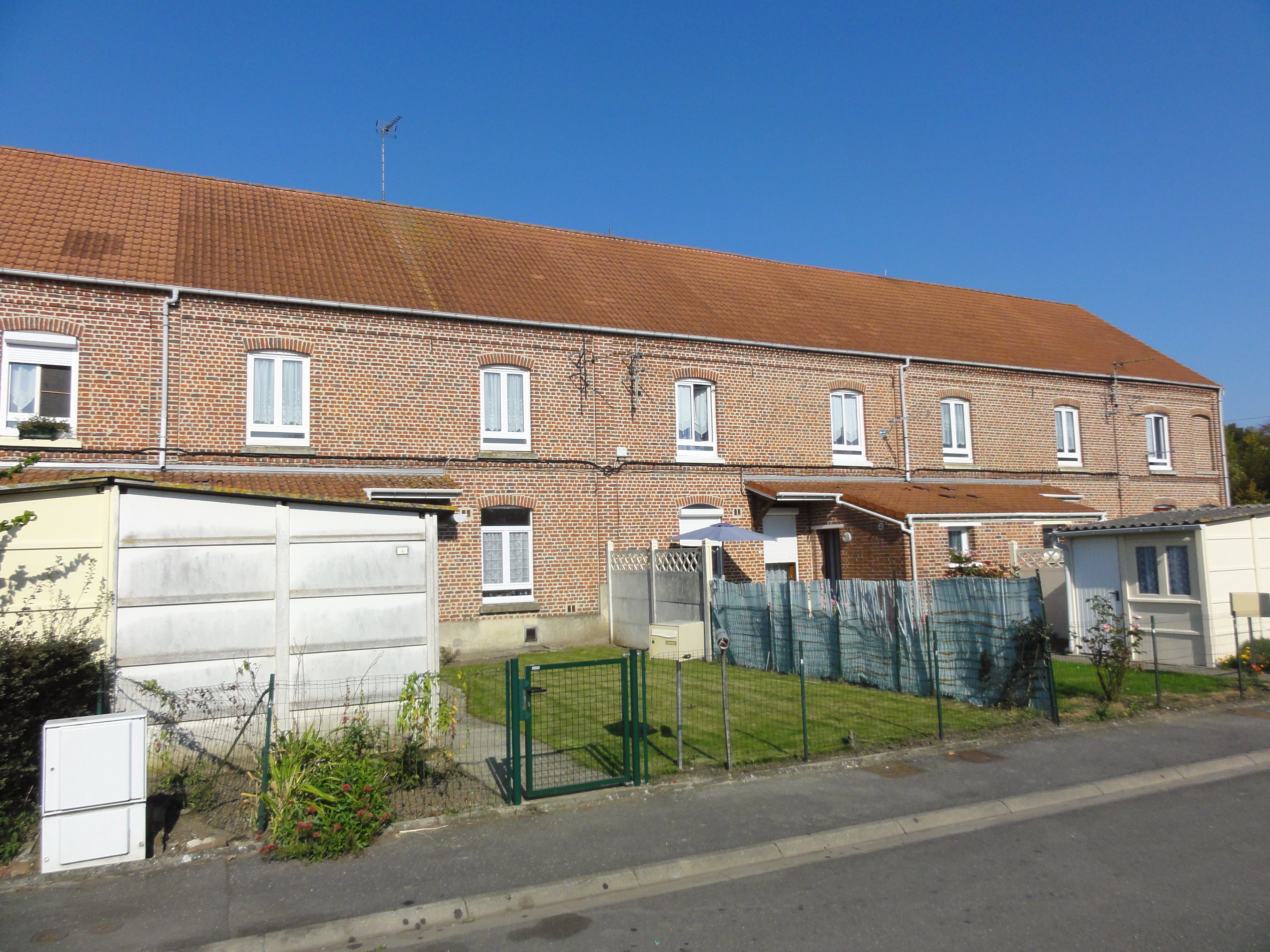
Un coron.